# CARIX-Verfahren
Bei dem CARIX-Verfahren (von englisch Carbon Dioxide Regenerated Ion Exchanger) handelt es sich um einen Prozess, der in Deutschland in der öffentlichen Wasserversorgung zur Entfernung von Härtebildnern und Nitrat eingesetzt wird und auf Ionentauschern basiert. Das Verfahren ist großtechnisch insofern interessant, als das Tauscherharz mit den entstehenden Abfallprodukten regeneriert wird. Das Verfahren gilt als ressourcenschonend und preisgünstig.

## Funktionsprinzip

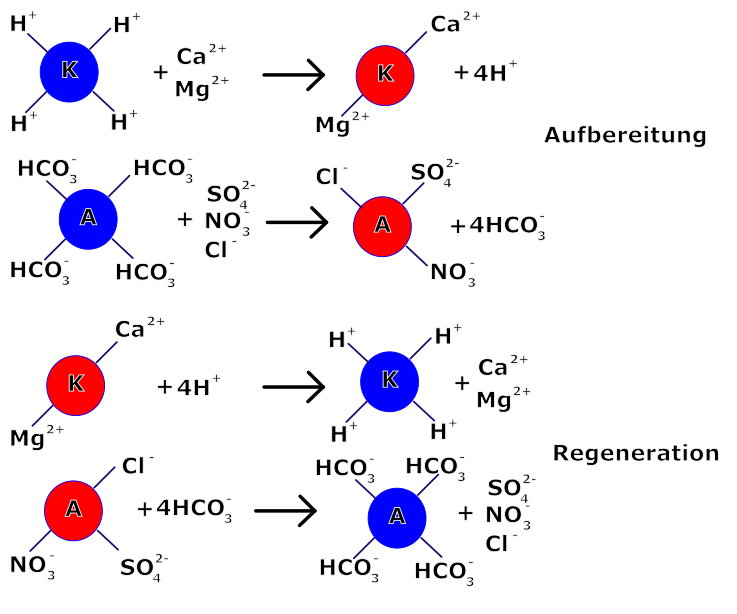
Funktionsweise des CARIX-Verfahrens

Im Prinzip handelt es sich bei dem CARIX-Verfahren um ein klassisches Mischbett-Ionentauscher-Verfahren. Die Kationentauscher sind im regenerierten Zustand mit Protonen und die Anionentauscher mit Hydrogencarbonat beladen. Im Betrieb werden an den Tauscherharzen das Calcium und Magnesium bei den Kationen und Sulfat, Nitrat und Chlorid bei den Anionen ausgetauscht.
{\displaystyle \mathrm {R_{a}^{2+}2HCO_{3}^{-}+R_{c}^{2-}2H^{+}+Ca^{2+}+SO_{4}^{2-}\rightleftharpoons R_{a}^{2+}SO_{4}^{2-}+R_{c}^{2-}Ca^{2+}+2H_{2}O+2CO_{2}\uparrow } }
(Stellvertretend Calcium und Sulfat als Härtebildner.)
Die so entstehende Kohlensäure wird nachschießend in Verrieslern ausgestrippt und das frei werdende CO2 aufgefangen. Zur Regeneration des Ionentauschers wird das CO2 wieder in Wasser gelöst und die so entstehende Kohlensäure wieder auf die Harze aufgebracht.
{\displaystyle \mathrm {R_{a}^{2+}SO_{4}^{2-}+R_{c}^{2-}Ca^{2+}+2H_{2}O+2CO_{2}\rightleftharpoons R_{a}^{2+}2HCO_{3}^{-}+R_{c}^{2-}2H^{+}+Ca^{2+}+SO_{4}^{2-}} }

## Entwicklung und Verbreitung
Des CARIX-Verfahren wurde in den 1980er Jahren zusammen von der WABAG und dem KIT entwickelt. Zwischen 1982 und 1984 waren mehrere Pilotanlagen in Betrieb. 1986 ging die erste kommunale Aufbereitungsanlage mit CARIX im Vollmaßstab in Betrieb, 1991 die zweite. Bis 2002 wurden in Deutschland fünf Wasserwerke mit dem Verfahren ausgerüstet, bis 2006 waren es elf. Das Verfahren ist in dem DVGW-Regelwerk W 235-3 (A) „Zentrale Enthärtung in der Trinkwasserversorgung – Ionenaustauschverfahren“ fixiert und wird ebenfalls zur Nitratentfernung eingesetzt (in der Literatur als CARIX-Prozess bezeichnet).
Der Zweckverband Wasserversorgung Nordostwürttemberg
(NOW) nutzt das CARIX-Verfahren zur Senkung der Wasserhärte auf 13–14 °dH in fünf Wasserwerken: Bronn (Weikersheim) (seit Juni 2008 in Betrieb, von 26 bis 27 °dH), Niedernhall (seit Oktober 2012, von ca. 27 °dH), Schweighausen (Jagstzell) (seit 2018, von 18 bis 19 °dH), Murrtal (bei Burgstetten im Rems-Murr-Kreis, seit August 2020, von ca. 25 °dH) und Wart (Bad Mergentheim, seit Januar 2018, von 32 °dH). Der Zweckverband Wasserversorgung Bayerischer Wald hat in Moos bei Deggendorf seit 2019 eine Carix-Anlage in Betrieb, die Wasser mit einer Härte von 5 °dH abgibt. Mit Hilfe von Bypasswasser wird dann die Härte des Trinkwassers auf 8 °dH eingestellt.